# Raddon-et-Chapendu
Pour les articles homonymes, voir Raddon (homonymie).
Raddon-et-Chapendu est une commune française située dans le département de la Haute-Saône, la région culturelle et historique de Franche-Comté et la région administrative Bourgogne-Franche-Comté.

## Géographie
Raddon-et-Chapendu est une bourgade du nord de la Haute-Saône située entre Luxeuil-les-Bains et Faucogney, dans une vallée verdoyante cernée par les contreforts des Vosges saônoises. Avec 982 ha de surface boisée, entre plaine, plateau, collines et étangs, le territoire de la commune est propice aux randonnées.
Ses habitants s'appellent les Radonnais et les Radonnaises.

### Hydrographie
Le Raddon, ruisseau d'une dizaine de kilomètres de long qui prend sa source à 650 m d'altitude dans les hauts de Saint-Bresson et se jette dans le Breuchin à Breuchotte, passe dans la commune.

### Lieux-dits, hameaux et écarts
La Fin, la Citadelle, la Maladière, le Rang-de-Fahy, Maestrik, le Haut-de-la-Côte, la Cubette, le Pas-de-Bœuf, Chapendu, les Forges, les Granges-Durand.

### Toponymie
En 1258, le village s’appelait Randon. Le nom de Raddon serait à rapprocher d'un nom d'homme germanique, Ratdo ; c’est en 1510 qu’il prend définitivement le nom de Raddon. Selon Gilles Cugnier, Radon aurait été un disciple de Walbert, Raddon-et-Chapendu se situant à mi-chemin de Luxeuil et d'Annegray, deux lieux historiques associés à saint Colomban et à saint Valbert.
Chapendu est un hameau dont l'étymologie est incertaine (peut-être une déformation dialectale de champs pentus). Selon une autre version, le nom ferait référence aux moines qui suspendaient leurs chapes lors de leurs travaux aux champs ; une autre encore suggère que, pour conjurer le mauvais sort, les habitants de ce hameau pendaient des chats sur la porte de leur habitation.
Complément de Bernard Leuvrey: En fait, plus raisonnablement et tout simplement, Raddon a pris le nom de la petite rivière qui s'appelle "le raddon" ; en regard de sa racine, le mot "raddon" vient du latin "radere" ;  la rade vient aussi de "radere" ; et donc du verbe latin "gratter" ; cela correspond parfaitement à la rade (littoral gratté par la mer, protégeant les bateaux "en rade"), et d'où son appellation de rade: le nom "RADDON" (cette  petite rivière qui gratte en déambulant la prairie à fond plat(vallée glacière) , est en effet, la juste  et parfaite de son appellation  " le RADDON" depuis  des millénaires, et ceci en regard de ses racines latines anciennes.

### Climat
Pour des articles plus généraux, voir Climat de la Bourgogne-Franche-Comté et Climat de la Haute-Saône.
En 2010, le climat de la commune est de type climat de montagne, selon une étude du Centre national de la recherche scientifique s'appuyant sur une série de données couvrant la période 1971-2000. En 2020, Météo-France publie une typologie des climats de la France métropolitaine dans laquelle la commune est exposée à un climat semi-continental et est dans la région climatique  Lorraine, plateau de Langres, Morvan, caractérisée par un hiver rude (1,5 °C), des vents modérés et des brouillards fréquents en automne et hiver. 
Pour la période 1971-2000, la température annuelle moyenne est de 9,6 °C, avec une amplitude thermique annuelle de 17,4 °C. Le cumul annuel moyen de précipitations est de 1 450 mm, avec 13,8 jours de précipitations en janvier et 10,8 jours en juillet. Pour la période 1991-2020, la température moyenne annuelle observée sur la station météorologique de Météo-France la plus proche, « Fougerolles », sur la commune de Fougerolles-Saint-Valbert à 7 km à vol d'oiseau, est de 10,2 °C et le cumul annuel moyen de précipitations est de 1 513,4 mm. 
La température maximale relevée sur cette station est de 38,5 °C, atteinte le 25 juillet 2019 ; la température minimale est de −22 °C, atteinte le 8 janvier 1985,,. 
Les paramètres climatiques de la commune ont été estimés pour le milieu du siècle (2041-2070) selon différents scénarios d'émission de gaz à effet de serre à partir des nouvelles projections climatiques de référence DRIAS-2020. Ils sont consultables sur un site dédié publié par Météo-France en novembre 2022.

## Urbanisme

### Typologie
Au 1er janvier 2024, Raddon-et-Chapendu est catégorisée commune rurale à habitat dispersé, selon la nouvelle grille communale de densité à sept niveaux définie par l'Insee en 2022.
Elle est située hors unité urbaine. Par ailleurs la commune fait partie de l'aire d'attraction de Luxeuil-les-Bains, dont elle est une commune de la couronne,. Cette aire, qui regroupe 41 communes, est catégorisée dans les aires de moins de 50 000 habitants,.

### Occupation des sols
L'occupation des sols de la commune, telle qu'elle ressort de la base de données européenne d’occupation biophysique des sols Corine Land Cover (CLC), est marquée par l'importance des forêts et milieux semi-naturels (65 % en 2018), une proportion identique à celle de 1990 (65 %). La répartition détaillée en 2018 est la suivante : 
forêts (62,8 %), prairies (21,4 %), zones agricoles hétérogènes (7,1 %), zones urbanisées (6,5 %), milieux à végétation arbustive et/ou herbacée (2,1 %). L'évolution de l’occupation des sols de la commune et de ses infrastructures peut être observée sur les différentes représentations cartographiques du territoire : la carte de Cassini (XVIIIe siècle), la carte d'état-major (1820-1866) et les cartes ou photos aériennes de l'IGN pour la période actuelle (1950 à aujourd'hui).

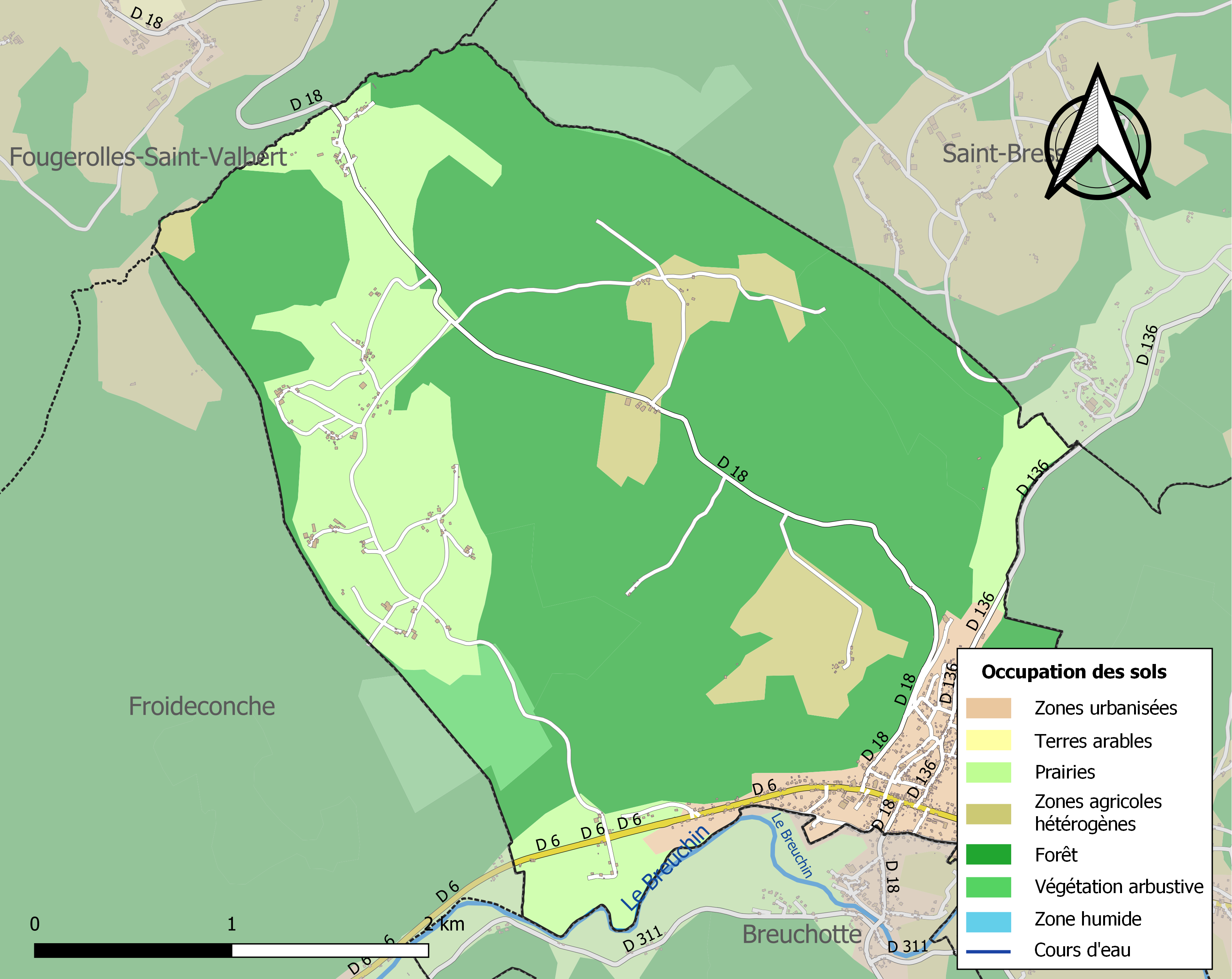
Carte des infrastructures et de l'occupation des sols de la commune en 2018 (CLC).

## Histoire

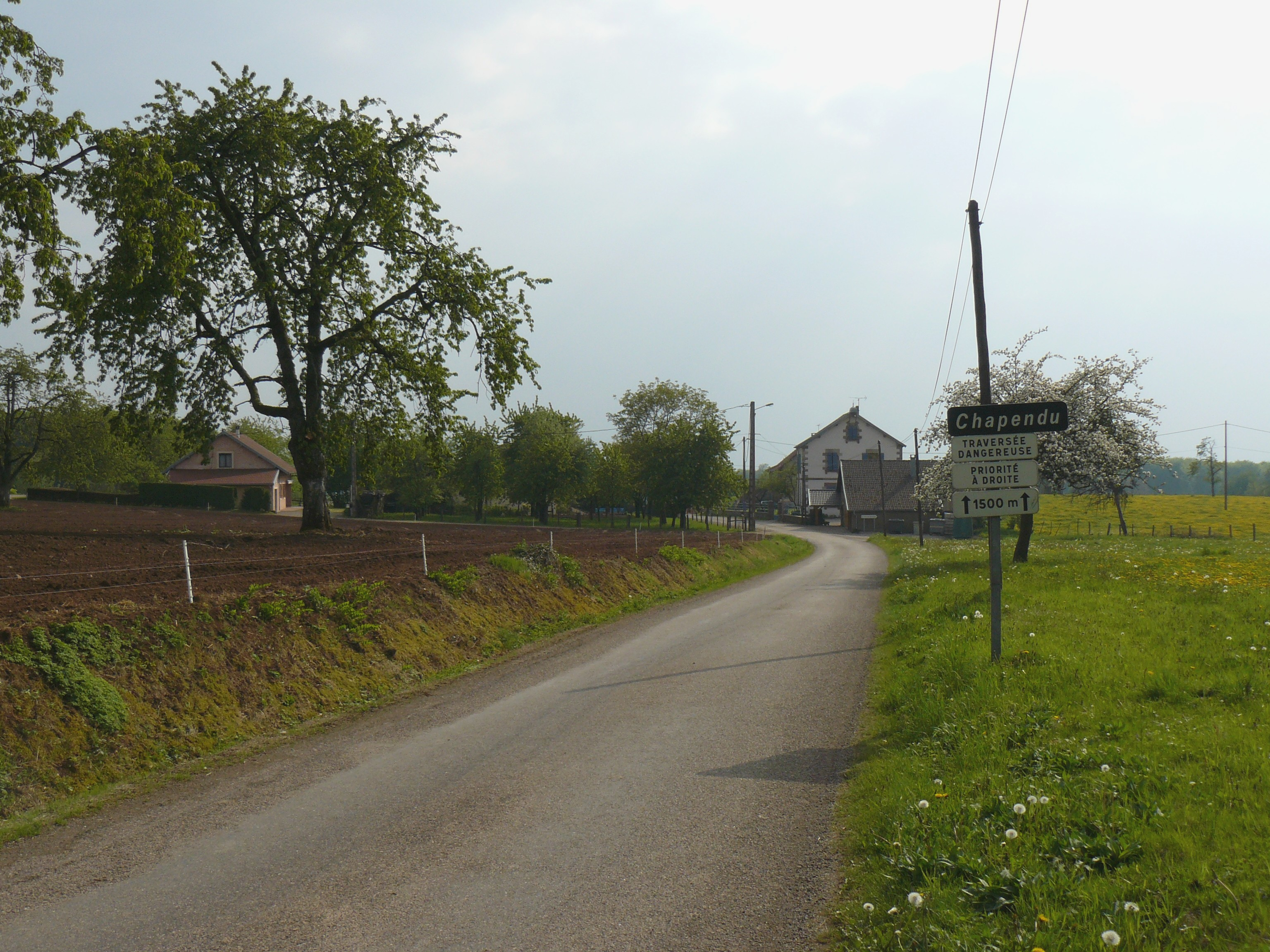
Entrée du hameau de Chapendu.

Une tradition non confirmée indique l'existence sur place d'un ancien camp romain, au lieu-dit de la Citadelle, dans la plaine allant à Amage. Le site est aujourd'hui loti.
Le village jusqu'au XIIIe siècle faisait partie du bailliage de Luxeuil et ensuite fit partie de la terre de Faucogney ; les habitants furent affranchis en 1424.
La commune de Raddon, créée lors de la Révolution française, absorbe celle de Chapendu entre 1790 et 1794 et devient Raddon-et-Chapendu.
Au XIXe siècle, de nombreuses exploitations animaient la commune : moulins à huile, carrières de grès (qui permit la construction de l'église) et de lave, papeterie et tissage,, puis, au XXe siècle, une activité industrielle avec notamment le tissage Desgranges, aménagé à l'emplacement d'un ancien moulin à blé et d'une scierie, et reconstruit après un incendie en 1902. Ces locaux ont été détruits en 2014 pour permettre la construction de 4 logements pour personnes âgées.
En 1870, il semblerait que le général de division Bourbaki soit passé par le village avec son armée en déroute, à la suite des batailles de Metz, Villersexel et Belfort.
A Chapendu s'est déroulée en toute fin d'année 1918 l'une des affaires de sorcellerie les plus retentissantes de Franche-Comté, qui a ultérieurement fait l'objet d'une thèse de doctorat en médecine soutenue par le psychiatre Jean-Michel Abt. Dans une maison où ne vivaient que des femmes, les hommes n'étant pas encore rentrés de guerre, des événements associés à des phénomènes de poltergeist ont nourri une rumeur qui ne tarda pas à drainer vers le hameau des centaines de curieux. Une chanson populaire fut même composée, dont le refrain scandait "Et nous irons bien entendu à Chapendu".

## Politique et administration

Carte départementale représentant en rouge la Communauté de communes du Pays de Luxeuil.

### Rattachements administratifs et électoraux
La commune fait partie de l'arrondissement de Lure du département de la Haute-Saône, en région Bourgogne-Franche-Comté. Pour l'élection des députés, elle dépend de la deuxième circonscription de la Haute-Saône.
La commune faisait partie depuis 1793 du canton de Faucogney-et-la-Mer. Dans le cadre du redécoupage cantonal de 2014 en France, la commune fait désormais partie du canton de Mélisey.

### Intercommunalité
La commune fait d'abord partie de la communauté de communes des mille étangs (CCME) créée fin 2002.
Dans le cadre des dispositions de la loi portant nouvelle organisation territoriale de la République (Loi NOTRe) du 7 août 2015, qui prévoit que les établissements publics de coopération intercommunale (EPCI) à fiscalité propre doivent avoir un minimum de 15 000 habitants (et 5 000 habitants en zone de montagnes), la commune rejoint la communauté de communes du Pays de Luxeuil (CCPLx) le 1er janvier 2017.

### Liste des maires

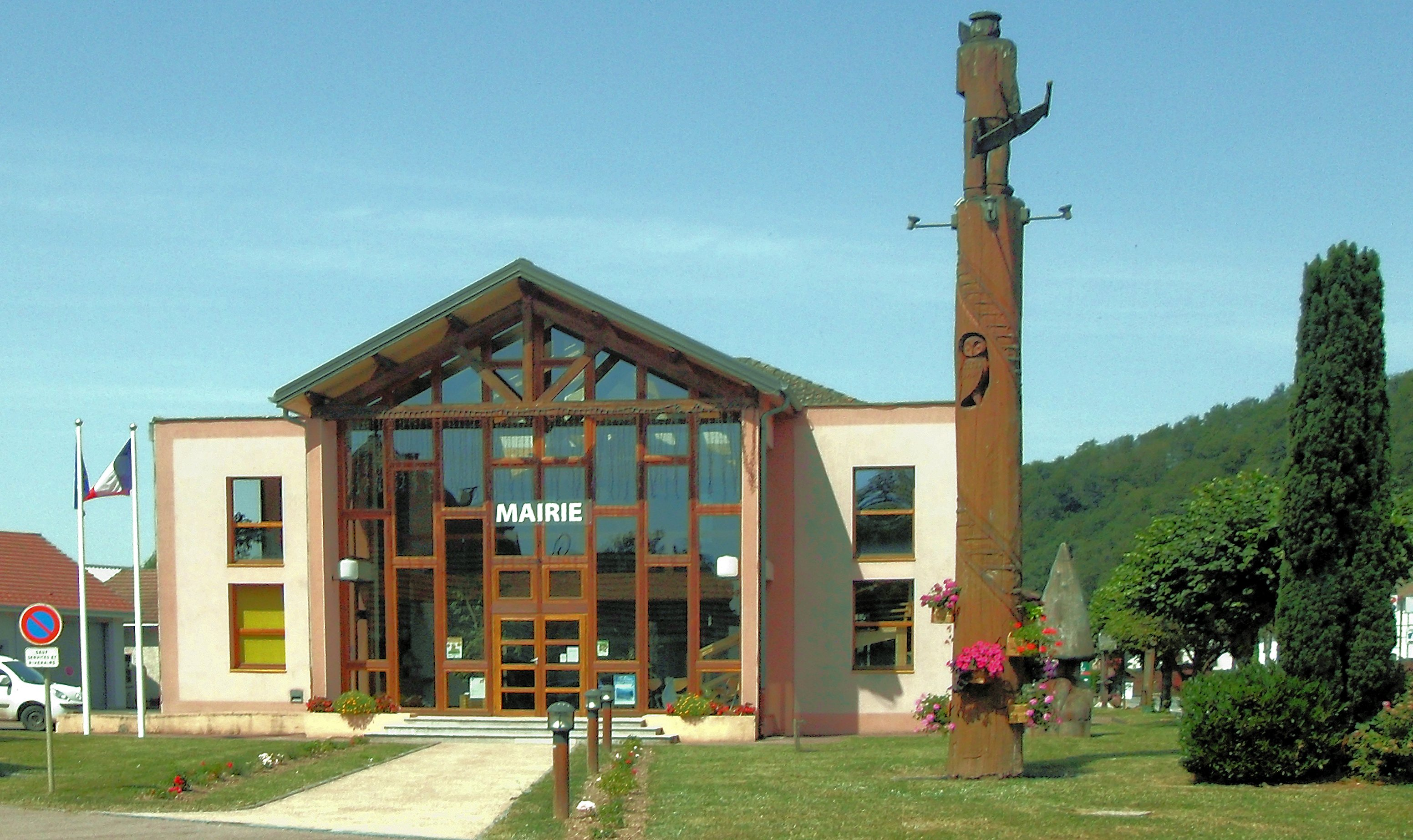
La mairie.

| Période                                  | Période | Identité        | Étiquette | Qualité |
| ---------------------------------------- | ------- | --------------- | --------- | ------- |
| Les données manquantes sont à compléter. |         |                 |           |         |
| 1535                                     | ?       | M. Drouet Morel |           |         |

| Période                                  | Période                   | Identité        | Étiquette | Qualité                                                                                                  |
| ---------------------------------------- | ------------------------- | --------------- | --------- | --- |
| Les données manquantes sont à compléter. |                           |                 |           | |
| ????                                     | mars 1971                 | Gustave Leuvrey |           | |
| mars 1971                                | mars 1977                 | Bernard Trampol |           | |
| mars 1977                                | mars 1983                 | René Lemoine    | PS        | |
| mars 1983                                | mars 1998                 | Philippe Legras | RPR       | Médecin Député de Haute-Saône (1988 → 1997) Conseiller général de Faucogney (1986 → 1997) Démissionnaire |
| mars 1998                                | mars 2008                 | Michel Leuvrey  |           | Neveu de Gustave Leuvrey                                                                                 |
| mars 2008                                | En cours (au 27 mai 2020) | Joël Brice      | UMP-LR    | Géomètre Vice-président de la CC des mille étangs (2014 → 2016) Réélu pour le mandat 2020-2026           |

### Politique environnementale
La commune se dote en 2015 d'une station d'épuration, qui accueille les eaux usées du village, sauf les hameaux éloignés et le lotissement de la citadelle soit 200 personnes environ, qui resteront en assainissement individuel.

## Population et société

### Démographie
L'évolution du nombre d'habitants est connue à travers les recensements de la population effectués dans la commune depuis 1793. Pour les communes de moins de 10 000 habitants, une enquête de recensement portant sur toute la population est réalisée tous les cinq ans, les populations de référence des années intermédiaires étant quant à elles estimées par interpolation ou extrapolation. Pour la commune, le premier recensement exhaustif entrant dans le cadre du nouveau dispositif a été réalisé en 2006.

En 2022, la commune comptait 852 habitants, en évolution de −1,73 % par rapport à 2016 (Haute-Saône : −1,4 %, France hors Mayotte : +2,11 %).
| 1793 | 1800 | 1806 | 1821 | 1831 | 1836 | 1841 | 1846  | 1851  |
| ---- | ---- | ---- | ---- | ---- | ---- | ---- | ----- | ----- |
| 516  | 539  | 631  | 659  | 962  | 974  | 995  | 1 054 | 1 089 |

| 1856 | 1861  | 1866  | 1872  | 1876  | 1881  | 1886  | 1891  | 1896  |
| ---- | ----- | ----- | ----- | ----- | ----- | ----- | ----- | ----- |
| 937  | 1 046 | 1 098 | 1 132 | 1 102 | 1 142 | 1 139 | 1 101 | 1 152 |

| 1901  | 1906  | 1911  | 1921  | 1926 | 1931 | 1936 | 1946 | 1954 |
| ----- | ----- | ----- | ----- | ---- | ---- | ---- | ---- | ---- |
| 1 177 | 1 200 | 1 227 | 1 012 | 984  | 951  | 919  | 846  | 859  |

| 1962 | 1968 | 1975 | 1982 | 1990 | 1999 | 2006 | 2011 | 2016 |
| ---- | ---- | ---- | ---- | ---- | ---- | ---- | ---- | ---- |
| 827  | 822  | 798  | 779  | 791  | 835  | 895  | 945  | 867  |

| 2021 | 2022 | - | - | - | - | - | - | - |
| ---- | ---- | - | - | - | - | - | - | - |
| 844  | 852  | - | - | - | - | - | - | - |

### Manifestations culturelles et festivités
La Fête du Bois se déroule depuis 1984 tous les deux ans, le dernier dimanche de juillet (24e édition en 2016). Concours du bûcheron de Haute-Saône.

## Culture locale et patrimoine

### Lieux et monuments

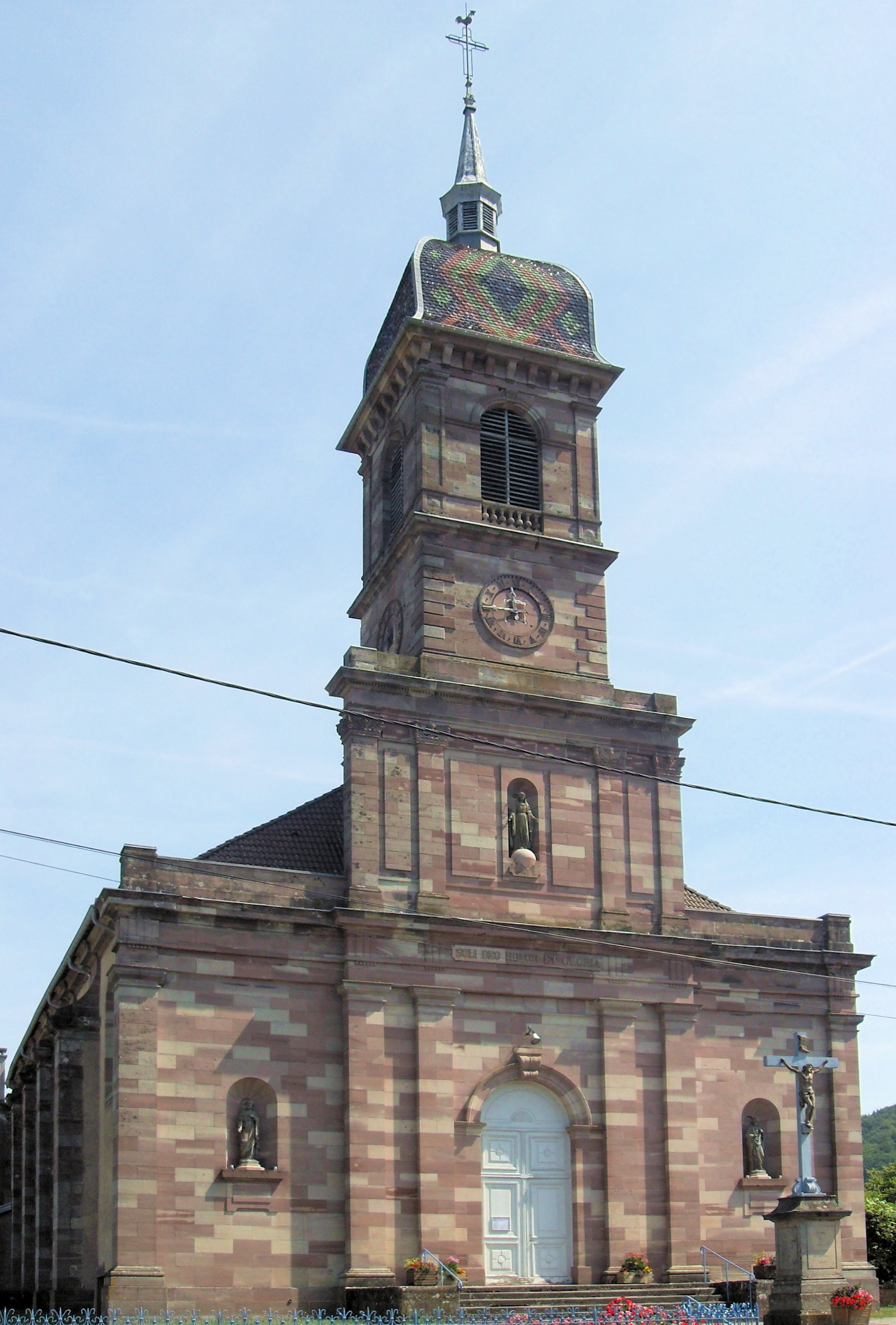
L'église de Raddon.

- L'église de Raddon est un édifice monumental en grès rose, de style néo-classique, dessiné par l'architecte luron Félix-Hercule Grandmougin. Érigée entre 1849 et 1852, elle trône au centre du village, en face de la mairie. Le chœur est orné de boiseries sculptées d'une grande finesse, et abrite une magnifique statue en bois doré et polychrome d'une Vierge à l'enfant portant une grappe de raisins. La statue provient de la chapelle qui était le lieu du culte avant la construction de l'église. À ce jour, son emplacement n'est plus connu.
- Le village et ses écarts comptent un riche patrimoine vernaculaire, bien entretenu et mis en valeur : fontaines, lavoirs, croix de chemins, calvaires, du XVIIe au XIXe siècle.
- Les blocs erratiques sont nombreux sur le territoire de la commune, ancienne vallée glaciaire. Certains sont le support de contes ou de légendes, comme les pierres aux sacrifices dont la tradition raconte qu'elles auraient servi jadis à des rites païens sacrificiels. La réalité est plus prosaïque : ces pierres à cupules, situées dans la forêt au-dessus du Rang-de-Fahy, étaient utilisées pour l'extraction de meules. En suivant la route de Fougerolles, on peut voir également la Pierre Pointue et la Pierre la Miche (table en pierre où saint Valbert aurait pris un repas et donc posé sa miche de pain, selon la légende).
- Les chalots : petits greniers à grains annexés aux anciennes fermes.
- Ancienne distillerie Ménigoz du début du XXe siècle[40] et ancienne distillerie Arnoux/Ogier, de la même époque[41].
- Ancien moulin à eau Saguin[42].

## Personnalités liées à la commune
- Sergent Harold Messerschmitt, tombé avec quatre autres soldats de la 3e division d’infanterie américaine le 17 septembre 1944 en libérant le bourg[43]. Une stèle honore sa mémoire.
- Maurice Boigey, colonel, chef de la Résistance et libérateur du maquis de Haute-Saône.
- Françoise Boigey[réf. souhaitée] - A publié notamment une Étude théorique d'un amplificateur B.F. à trois étages (1960).
- Adrien Van der Becken, directeur général des établissements Battenfeld arrivé au mois de septembre 1962, il dirigea cet établissement jusqu'à son décès en 1966.

### Héraldique
|  | Les armes de la commune se blasonnent ainsi : D’argent à l’arbre stylisé fendu de sinople composé d’une moitié dextre de sapin et d’une moitié senestre de hêtre. |